# Между ад и рай
Между ад и рай е деветият подред музикален албум на българската рок група Сигнал.

## Списък на песните
1. Между ад и рай
2. Сянка и небе
3. Спомен мой
4. Вундеркинд
5. Лодка ли е любовта
6. Попътен вятър
7. Да или не
8. Глория
9. Не зная кой
10. Думи
11. Денят на бурята
12. Вятъра
13. Някой ден
14. Да те жадувам